# Drosophila texana
Drosophila texana este o specie de muște din genul Drosophila, familia Drosophilidae, descrisă de Patterson în anul 1940. Conform Catalogue of Life specia Drosophila texana nu are subspecii cunoscute.